# كونار عنقودي
كونار عنقودي (الاسم العلمي: Connarus paniculatus) هو نوع من النباتات يتبع جنس الكونار من الفصيلة الكونارية.